# 549 Jessonda
549 Jessonda eller 1904 PK är en asteroid i huvudbältet, som upptäcktes 15 november 1904 av den tyske astronomen Max Wolf i Heidelberg. Den är uppkalad efter karaktären Jessonda i Jessonda av Louis Spohr.
Asteroiden har en diameter på ungefär 15 kilometer.